# COME ON EVERYBODY
「COME ON EVERYBODY」（カモン・エブリバディ）はTM NETWORKの15枚目のシングル。1988年11月17日にリリースされた。

## 制作
アルバム『CAROL 〜A DAY IN A GIRL'S LIFE 1991〜』の先行シングルとして発売され、「Come On Let's Dance」のライブ・ヴァージョンのイントロとアウトロのリフをベースに作られた曲。但しシングル・ヴァージョンとアルバム・ヴァージョンはアレンジが大幅に異なる。
アルバム『CAROL 〜A DAY IN A GIRL'S LIFE 1991〜』収録されているヴァージョンは、エレキギターのリフを部分的に排除してあり、それぞれを聴き比べるとサビの1フレーズ目やリフレインが明らかに異なっている。サビ直前の歌い出し「"Get up and go!"」の部分にアルバムヴァージョンではエコーが掛かっている。
翌年に、同曲のリミックス・シングルがリリースされた。

## 音楽性
「CAROL 〜A DAY IN A GIRL'S LIFE 1991〜」の先行シングルとして、アルバムの重みにリスナーが身構えない様に、「『Come On Let's Dance』の続編」として、軽い気持ちで聞けれる様にした。
本来ならすぐに「CAROL 〜A DAY IN A GIRL'S LIFE 1991〜」そのものを出しても良かったのだが、アルバムが1つのコンセプトを貫徹していなかったこと・メーカー側からの要請・プロモーションを有利に進めるためもあって、本作をシングルとして出すことにした。
アルバム『CAROL 〜A DAY IN A GIRL'S LIFE 1991〜』のバンドスコア7頁に掲載された小室哲哉のインタビューによると、このアルバムにおいて一番打ち込みが多い曲とのこと。エレキギターの演奏も、一旦サンプラーに取り込み同期させて演奏している。

## 紅白歌合戦での披露
1988年の『第39回NHK紅白歌合戦』に初出場した際「'88 FINAL MEGA MIX」というサブタイトルを冠し、小室のサンプリングプレイを最大限にフィーチャーしたヴァージョンで演奏された。演奏時間は6分弱で紅白としては演奏時間がかなり長く取られている。また、演奏中に宇都宮隆が歌詞を間違え、木根尚登もコーラスを間違えている。
ギターは、当時ツアーのサポートメンバーであったB'zの松本孝弘、ドラムは阿部薫が演奏している。

## その他
1989年12月発売されたファミリーコンピュータ用ソフト『TM NETWORK LIVE IN POWER BOWL』デモ画面で本楽曲のイントロ部分が8bit調にアレンジの上、使用されている。

## 収録曲
| 全作曲・編曲: 小室哲哉。 |                                          |           |            |      |
| #                        | タイトル                                 | 作詞      | 作曲・編曲 | 時間 |
| 1.                       | 「COME ON EVERYBODY」                    | 小室哲哉  | 小室哲哉   | 4:54 |
| 2.                       | 「COME ON EVERYBODY (Instrumental Mix)」 |           | 小室哲哉   | 4:54 |
| 合計時間:                | 合計時間:                                | 合計時間: | 9:48       |      |

## 収録アルバム
- CAROL 〜A DAY IN A GIRL'S LIFE 1991〜 (アルバムバージョン)
- TMN CLASSIX 2 (garage mix)
- TETSUYA KOMURO PRESENTS TMN BLACK
- TIME CAPSULE all the singles
- BEST TRACKS 〜A message to the next generation〜
- TM NETWORK THE SINGLES 2
- TM NETWORK BEST OF BEST
- TM NETWORK SUPER BEST
- TM NETWORK ORIGINAL SINGLES 1984-1999
- TM NETWORK ORIGINAL SINGLE BACK TRACKS 1984-1999 (Instrumental Mix)
- CAROL DELUXE EDITION (Disc2にアルバムバージョン、Disc3にアルバムバージョン基調のオリカラ版が収録)
- Gift from Fanks M
- 40th FANKS intelligence Days 〜DEVOTION〜（ライブバージョン）